# Toni Stuart
Toni Giselle Stuart, née le 21 janvier 1983, est une femme de lettres et poétesse sud-africaine,.

## Biographie

### Enfance et formation
Elle grandit à Athlone, une banlieue du Cap, et commence à écrire de la poésie dès son adolescence. Après ses études secondaires, elle fait le journalisme à l'Université de technologie de la péninsule du Cap de 2001 à 2003.
En 2002, elle obtient une bourse pour participer au programme d'échange sur les relations africaines/européennes avec la Hogescholen Joernalistiek de Fonty à Tilburg, aux Pays-Bas.

### Carrière professionnelle
A ses débuts, elle travaille comme journaliste et  développeur de la jeunesse dans le secteur des ONG.     
En 2003, elle commence à faire de la poésie avec Dala Flat Music et en 2004, avec l'étiquette de disque, a tenu 38 mots et musiques spéciaux: un événement mensuel de collaboration de poésie et de musique.
De 2004 à 2007, elle est membre de l'ensemble And Word Was Woman (un groupe de poésie) qui figure au Festival du livre du cap, au parlement de la femme et au Festival du cap entre autres,.  
Sa poésie est publiée dans de nombreux magazines et anthologies: dont Looking Back, Going Forward: Young Voices on Freedom (British Council, STE Publishers, 2004) et In the Heat of Shadows, South African Poetry 1996-2013 (Deep South Publishing). Elle accomplit son travail, à la fois en solo et en collaboration avec d'autres poètes et musiciens.
Elle se sert de sa poésie comme moyen pour aborder divers problèmes sociaux notamment les récits de lieu et de déplacement , le VIH /SIDA et les violences sexistes,. 
Toni Stuart figure dans des articles pour Contemporary AND et le Mail & Guardian.
Stuart travaille en tant qu'animatrice d'ateliers. Elle travaille avec uncertain nombre d'écoles, d'ONG et l'Institut pour la justice et la réconciliation (en),,.

## Oeuvres

### Anthologies
Les travaux de Stuart sont publiés maison d'édition  spécialisées telles que STE Publishers, Jacana Media, Quickfox Publishing, Africa Sun Press et Deep South Publishing.
- (en) Looking back, going forward : young voices on freedom, Johannesburg, STE Publishers, 2005, 76 p. (ISBN 9781919855615, lire en ligne)[14],[15],[16]
- (fr) Denis Hirson, Toni Stuart, Pas de blessure, pas d'histoire : poèmes d'Afrique du Sud 1996-2013, Paris, Maison de la poésie Rhône-Alpes ; le Temps des cerises, Saint-Martin-d'Hères (Isère), 2013 (ISBN 9782367610023, lire en ligne)[17],[18]
- The Ground’s Ear (Quickfox Publishing, 2011)[8]
- Agenda Journal on Teenage Fertility and Desire (Unisa Press and Routledge, 2011)[8]

### Non-fiction
- The Agenda Journal on Teenage Fertility and Desire (Unisa Press et Routledge, 2011)[19]

### Ateliers
- The Silence that Words Come From[8],[20]
- Ambassadeurs Arts Aweh[21]

### Poésies
- Innocent Wisdom[8]
- Ma ek ko huis toe[22]